# Curia Vitkov
Curia Vitkov (Vítkův dvorec, z lat. curia dvůr), do roku 2006 Wothanburg, je projekt stavby repliky šlechtického sídla z 12. století na terénní vyvýšenině nad vsí Horní Vítkov, poblíž obce Chrastava severozápadně od Liberce.
Projekt představuje ideální dvorec jako soubor objektů typických pro tento druh raně středověkého osídlení, časově vymezeného druhou polovinou 12. a počátkem 13. století. Pro stavbu a provoz jsou využívány relevantní znalosti archeologie (včetně nálezových situací), historie a dobových technologických postupů z Čech, Moravy a přilehlých území dnešního Německa a Polska.
Sídlo je rozděleno na dvě části – akropoli na vrcholku kopce a přilehlou řemeslnickou osadu na severní straně návrší. Akropole je lehce opevněna příkopem, valem a  polským plotem. Hlavní vstup vede věžovou bránou, na protilehlé straně stojí menší věžička na cestě do řemeslnické osady.
K roku 2024 je dokončena většina objektů: patrový palác s černou kuchyní, textilní dílna, několik výstavnějších domů (např. obydlí šafáře a kněze), několik menších čeledníků na akropoli, domy řemeslníků v přilehlé osadě a několik hospodářských objektů (stáje, stodola, stavební huť). Plánované nebo rozestavěné objekty zahrnují dřevěný kostelík, kovárnu, dvouprostorový dům a spížní objekt. 
Stavební fáze projektu by měla být završena stavbou románského kamenného kostela, hmotově odpovídajícího kostelu svatého Jakuba Většího ze zaniklé obce Rovná. Tato stavba nahradí dřevěný kostelík.
Spolek Curia Vitkov, z.s. (založen 1999) se snaží o popularizaci historie, experimentální archeologie  a prezentaci výsledků historických věd laickým zájemcům.
Během roku se zde konají veřejné i neveřejné kulturní akce, bitvy historického šermu a dobrovolnické brigády.

## Zajímavosti
- Při opravách již dokončených staveb jsou aplikovány aktuální zkušenosti se stavebními postupy a detaily. Proto se jejich podoba může v průběhu času mírně měnit.
- Exteriéry sídla v tehdejší podobě se objevují ve filmu Kněžna Libuše z roku 2009.
- V roce 2024 se v areálu natáčel seriál režiséra Otomara Dvořáka s názvem Příběh svatého Václava[3].

## Galerie

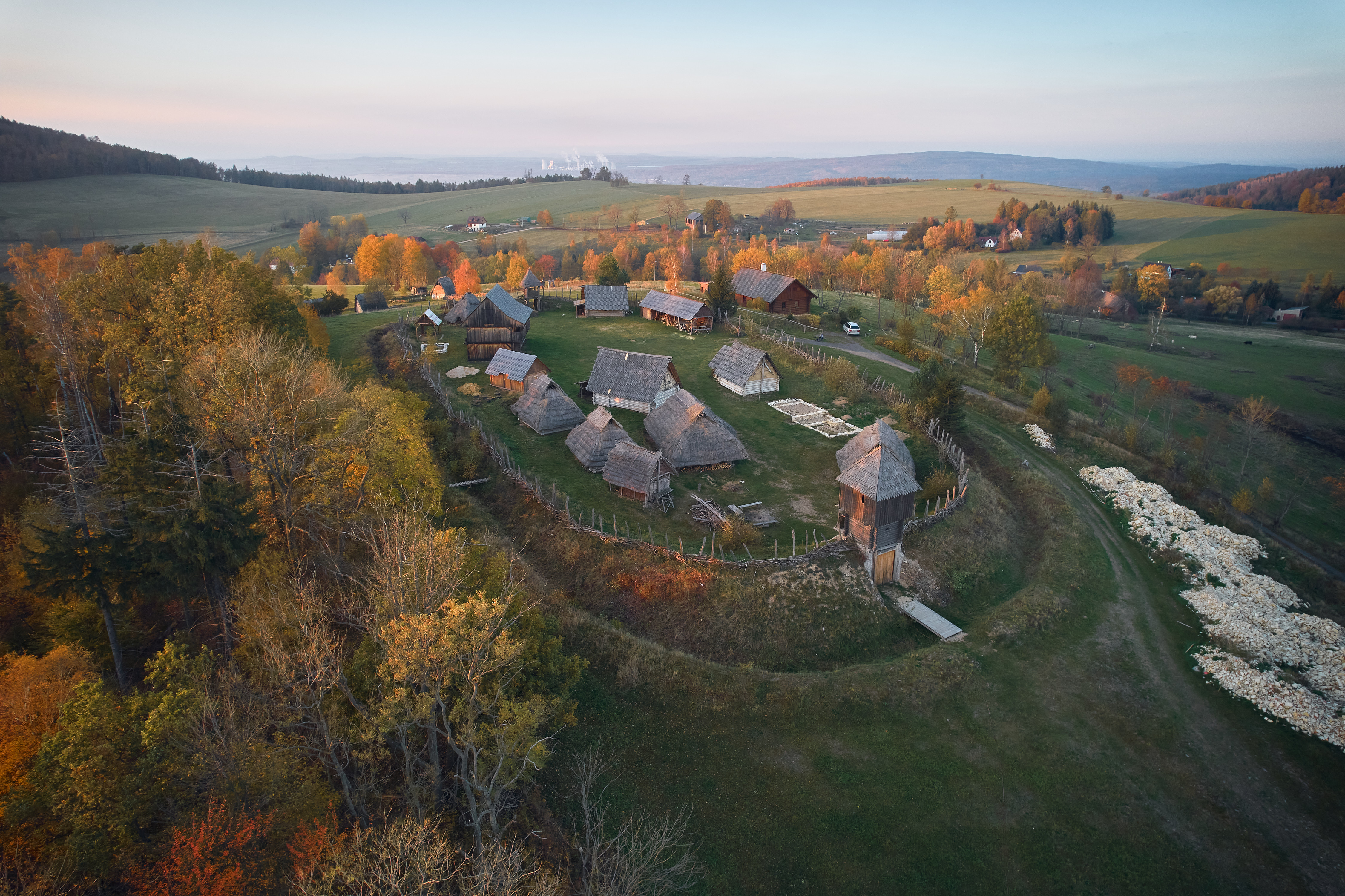
Pohled na akropoli směrem od přístupové cesty
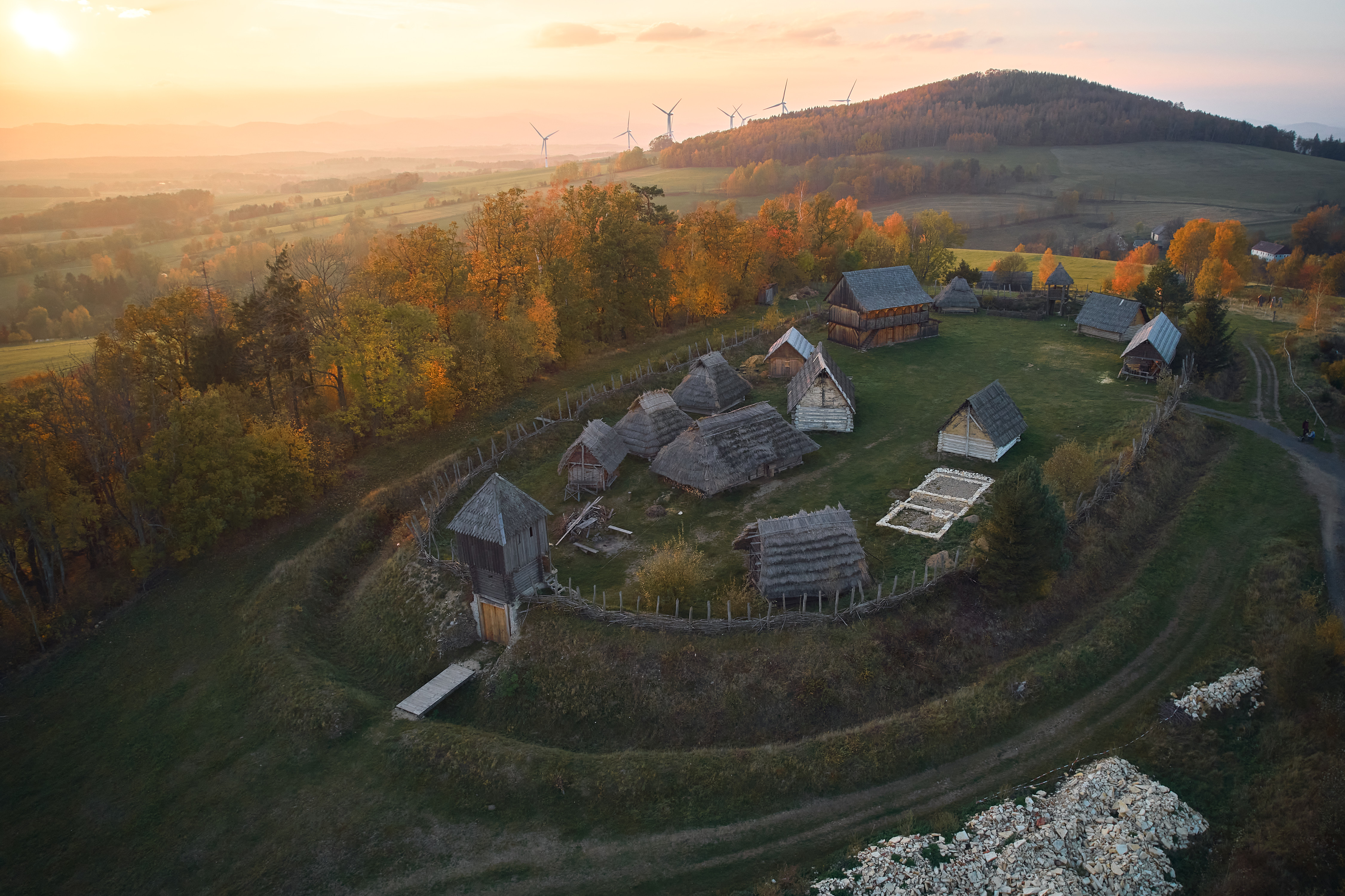
Pohled na akropoli směrem od přístupové cesty
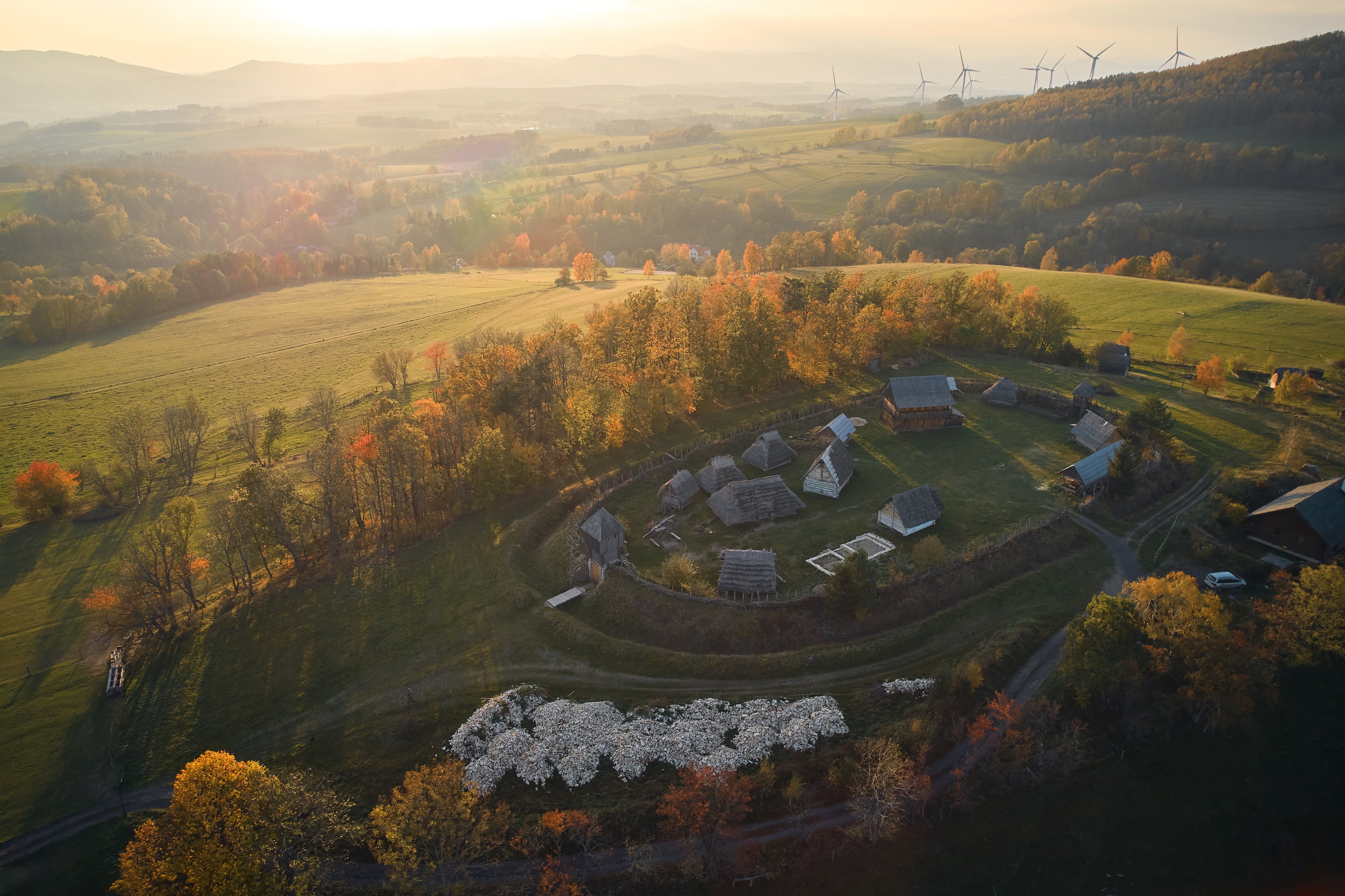
Pohled na areál z východu
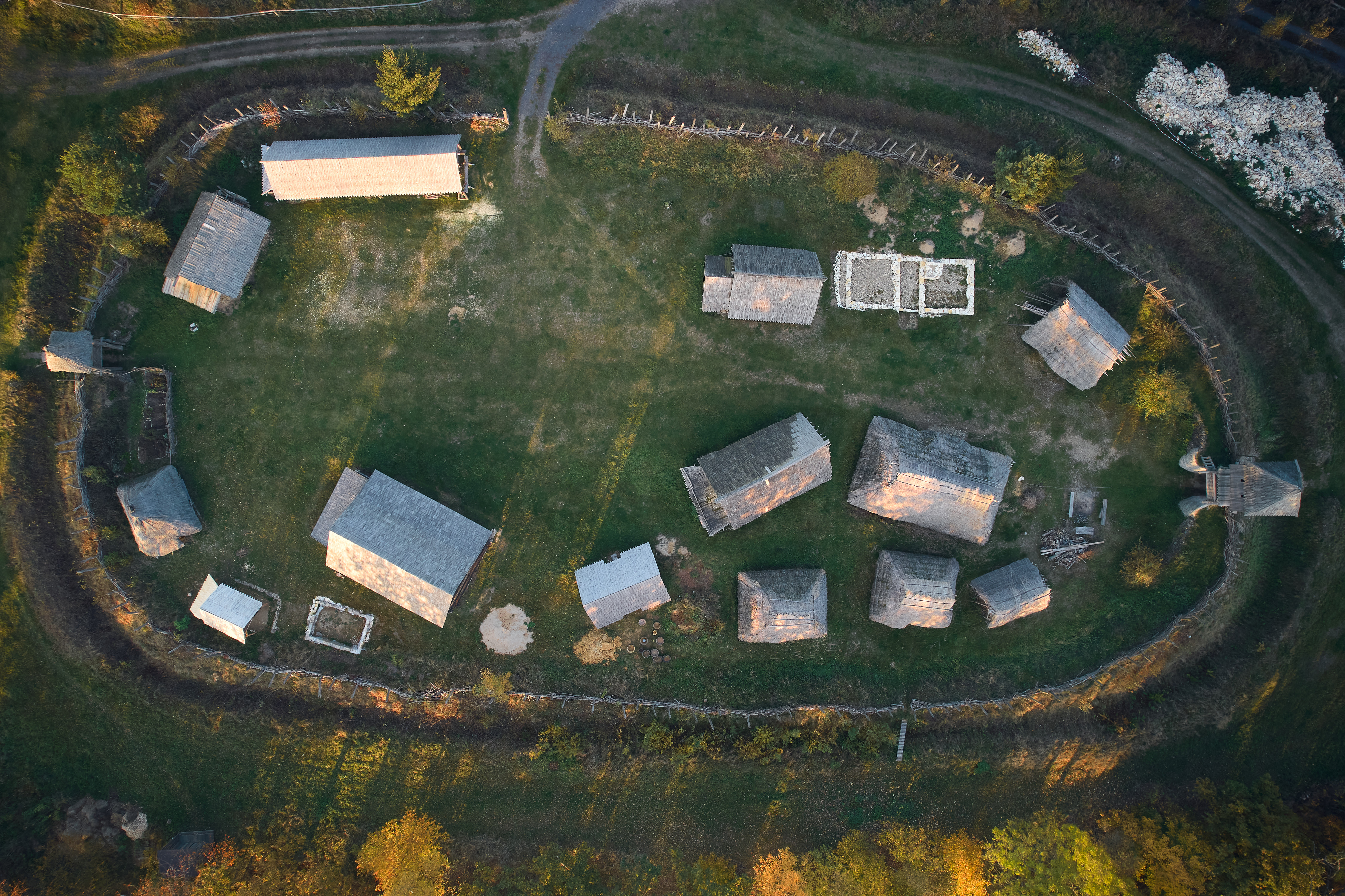
Letecký pohled na akropoli
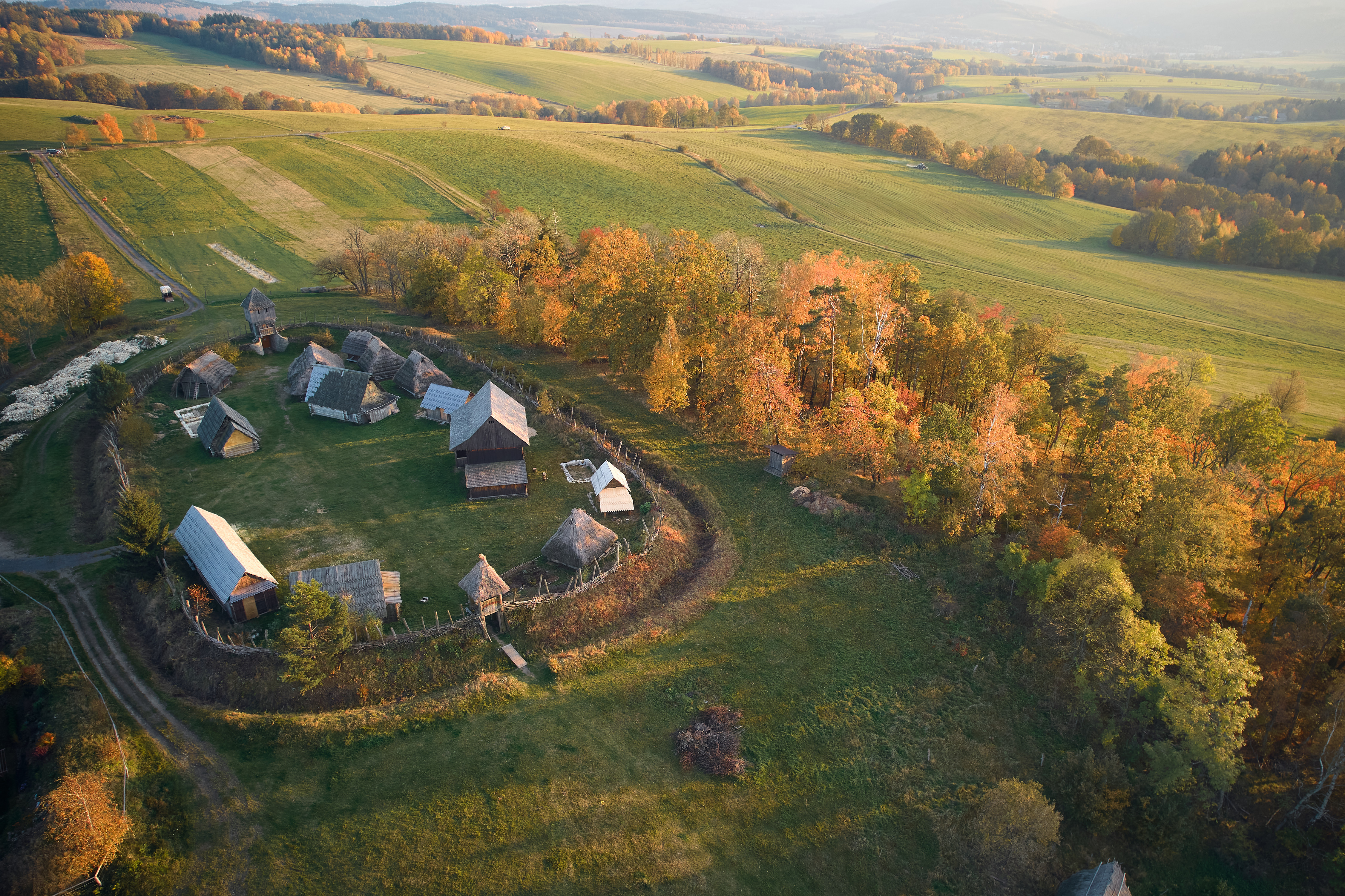
Pohled na akropoli ze severu
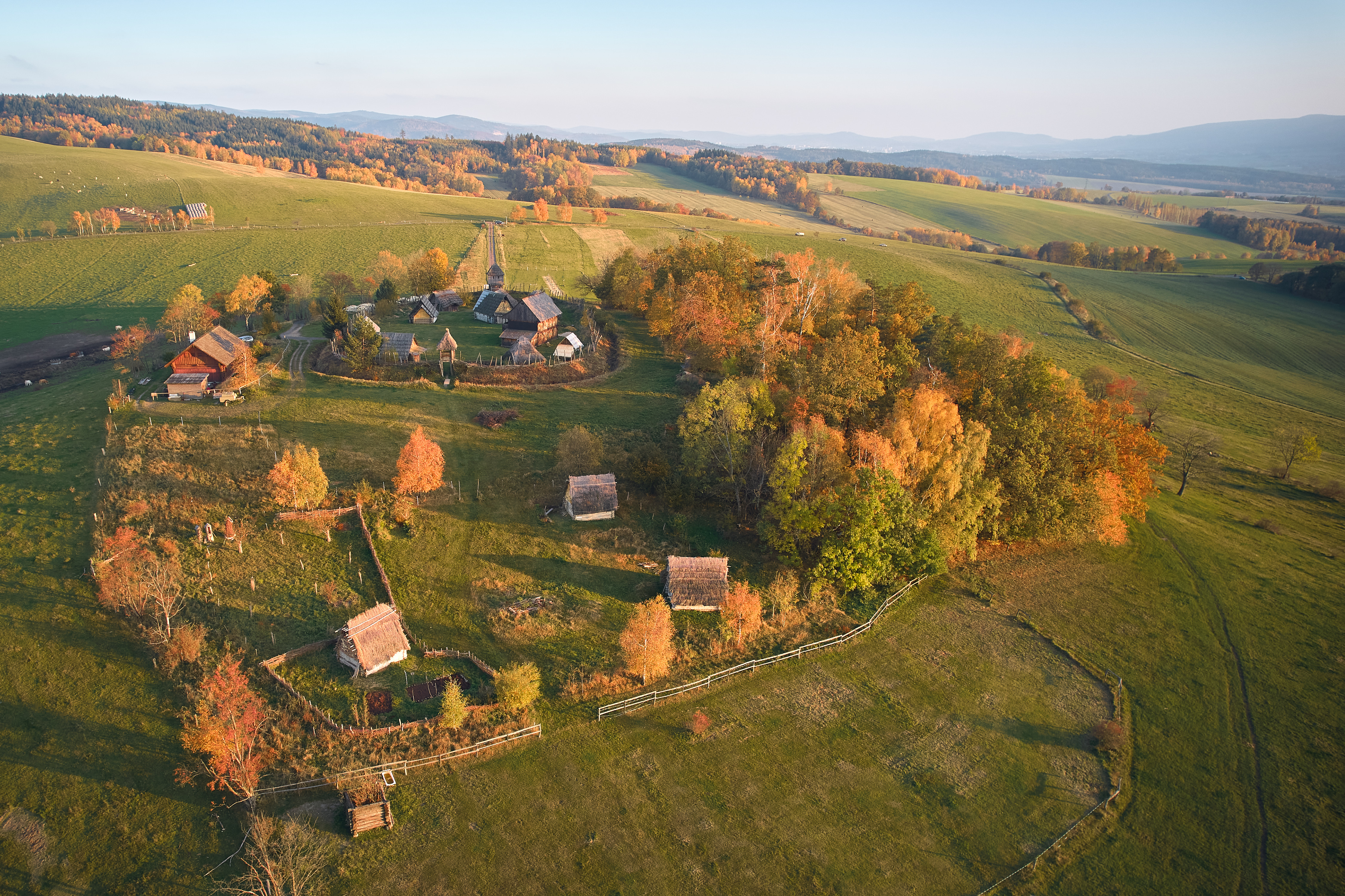
Pohled na areál ze severozápadu.
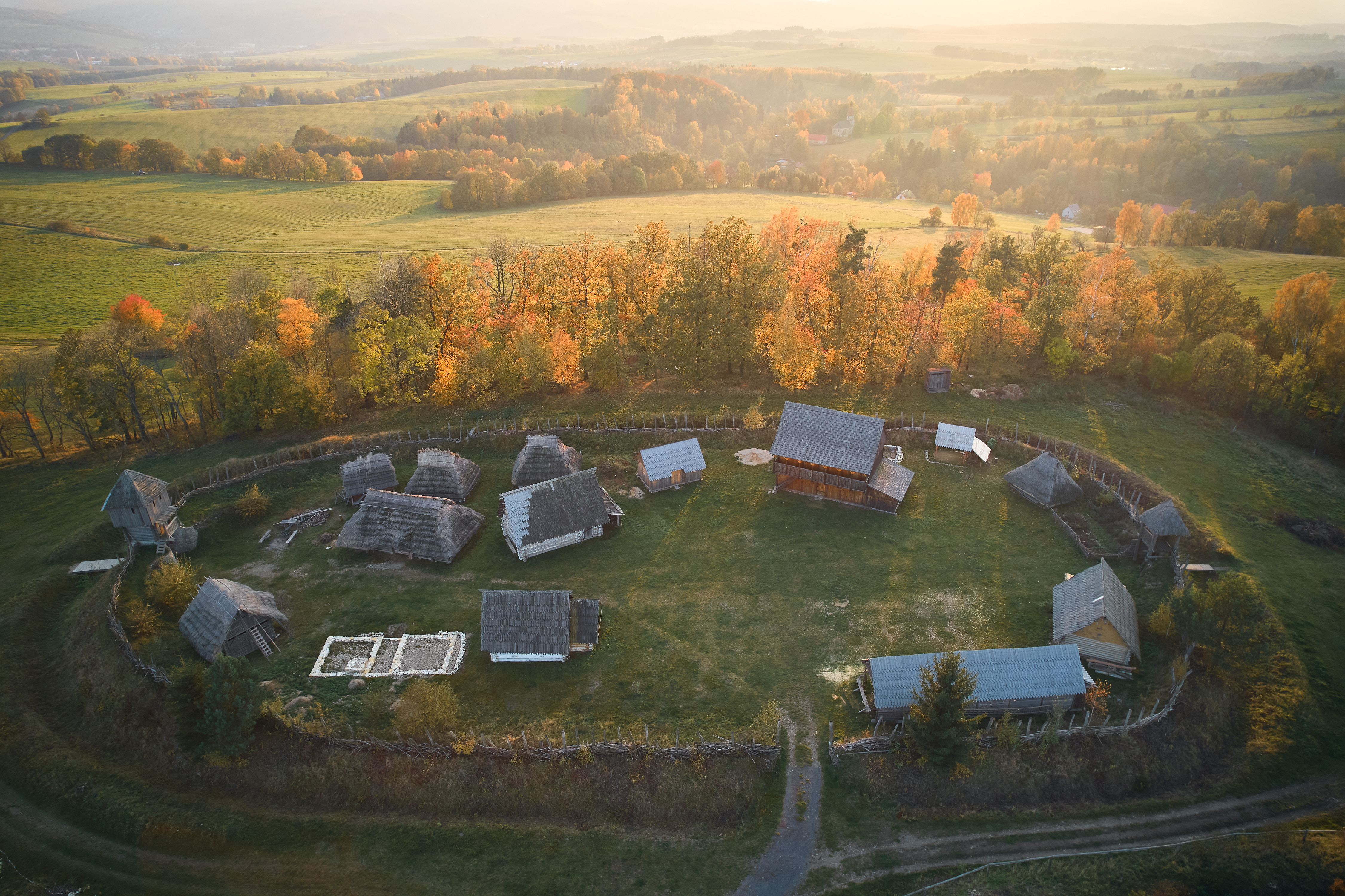
Celkový pohled na akropoli
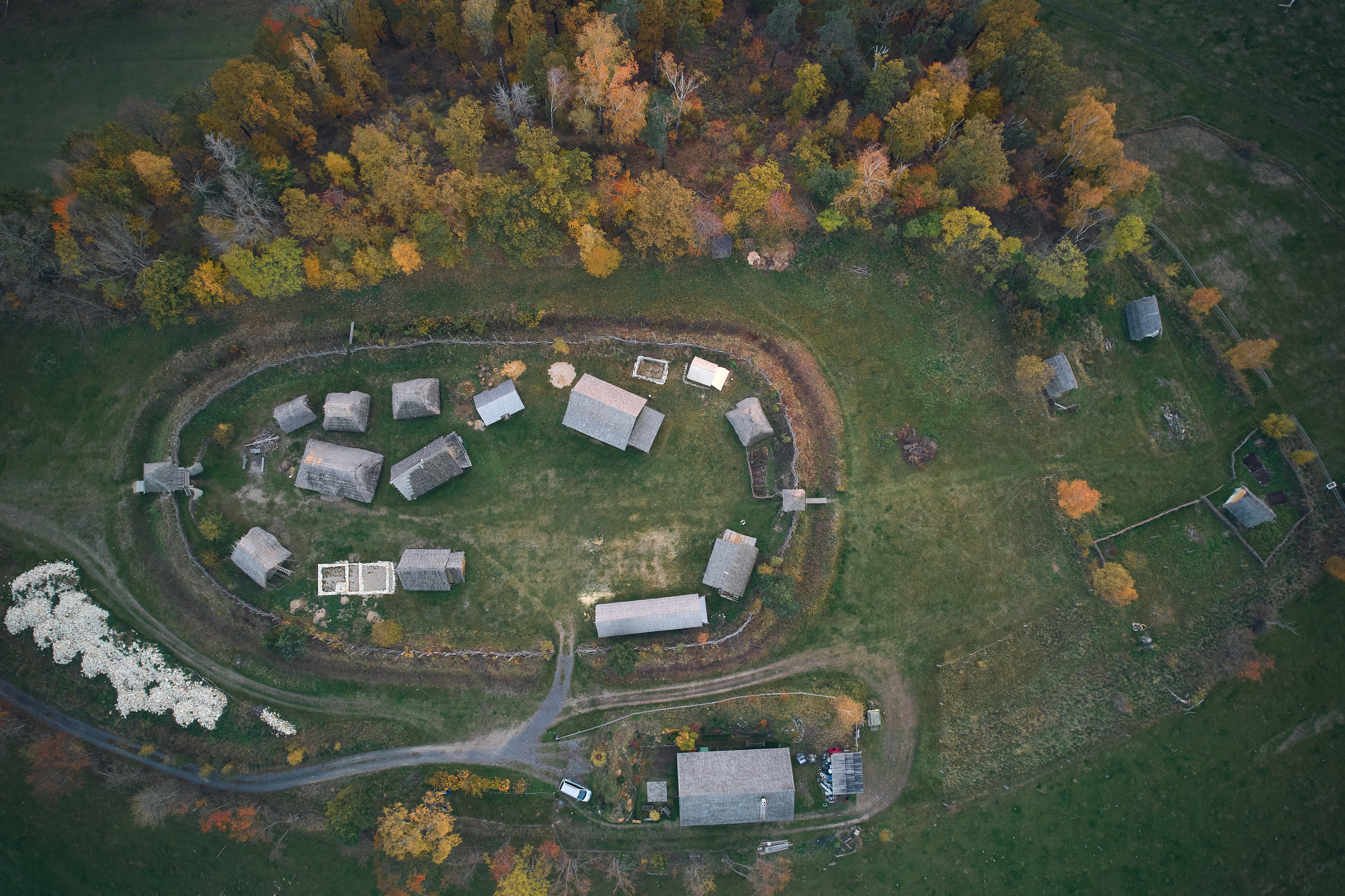
Letecký pohled na areál
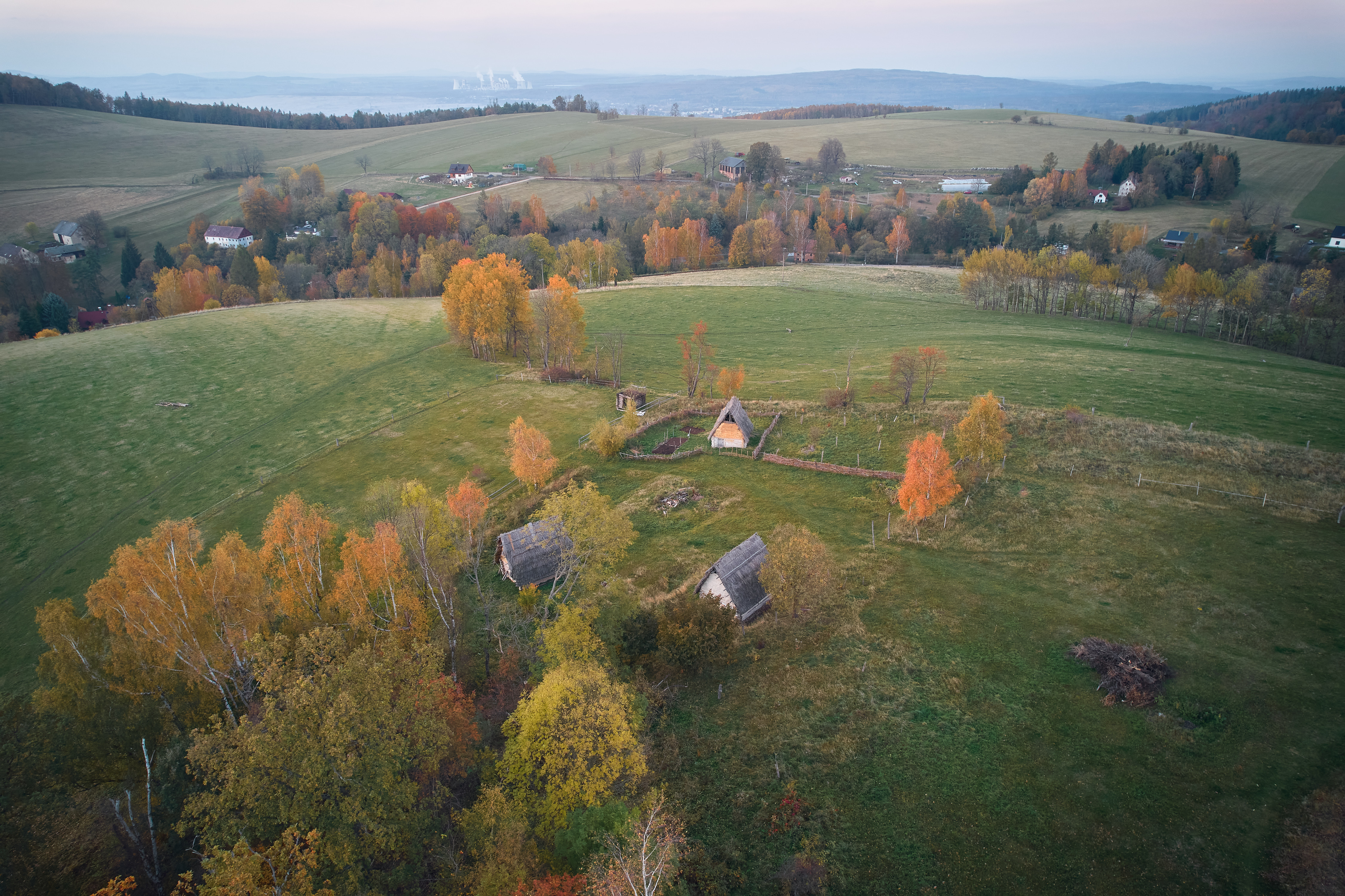
Detail vesnice z jihovýchodu
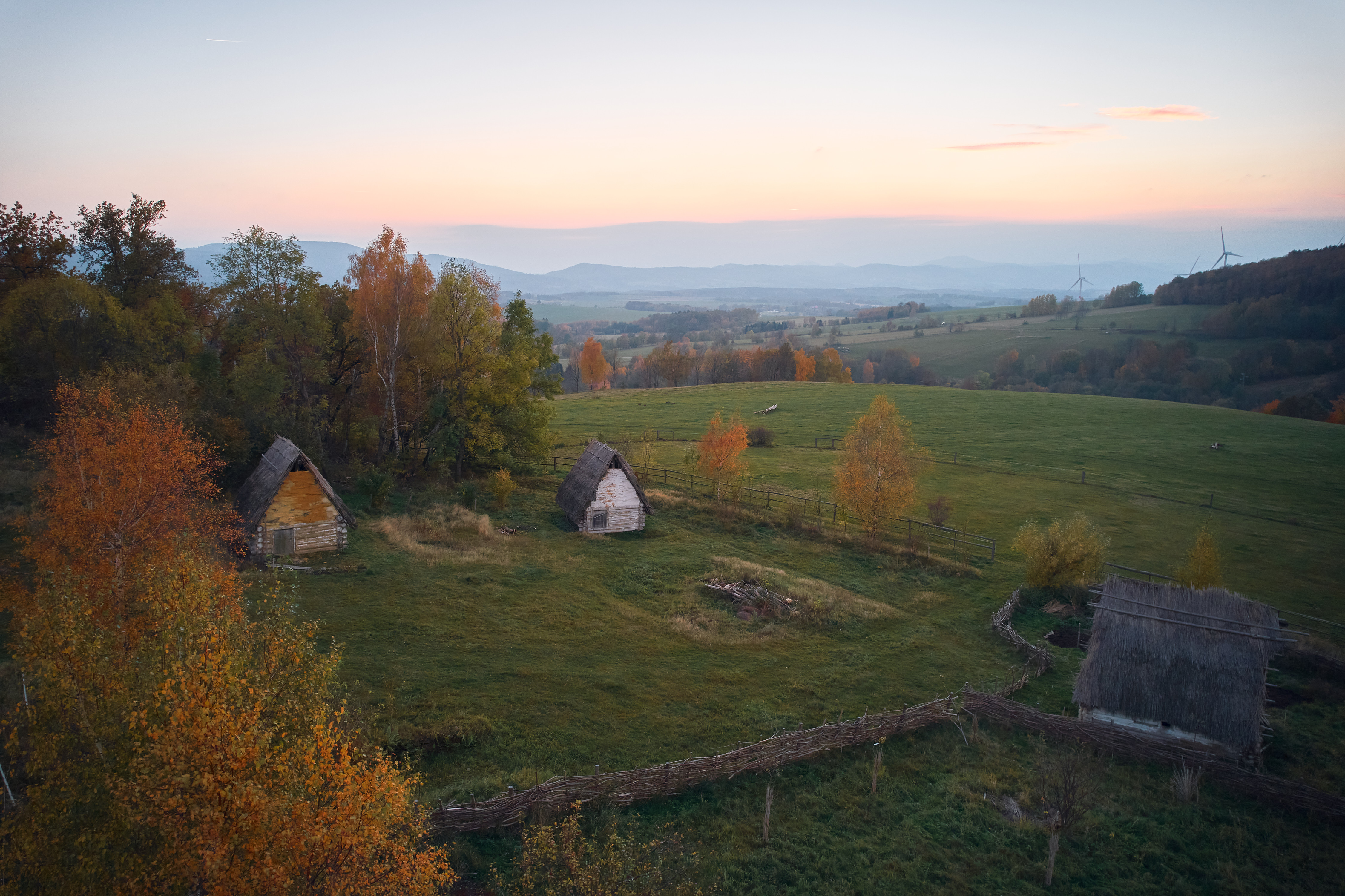
Detail vesnice ze severovýchodu